# Aldo Riva
Arnaldo Riva – detto Aldo – (Milano, 29 giugno 1923 – ...) è stato un allenatore di calcio e calciatore italiano, di ruolo centrocampista.

## Carriera
Centromediano, ha disputato 10 incontri nel campionato di Serie A 1947-1948 con la maglia della Roma, che lo aveva prelevato dal Montevarchi. Ha trascorso poi il resto della sua carriera nelle serie minori, con un quadriennio alla Sanremese in Serie C tra il 1949 e il 1953. Chiude in Sicilia nel Caltagirone, come allenatore-giocatore, e sempre in Sicilia avvia la sua carriera di allenatore sulle panchine di Paternò, Massiminiana, di nuovo Caltagirone e Milazzo. Nel 1974 torna al Montevarchi, dove resta per un biennio.

## Palmarès

### Allenatore

#### Competizioni regionali
- Prima Categoria: 2

Paternò: 1961-1962
Massimiana: 1962-1963